# Abū ʿAbd ar-Rahmān as-Sulamī
Abū ʿAbd ar-Rahmān Muhammad ibn al-Husain as-Sulamī (arabisch أبو عبد الرحمن محمد بن الحسين السلمي, DMG Abū ʿAbd ar-Raḥmān Muḥammad b. al-Ḥusain as-Sulamī; geb. 937 in Nischapur, Iran; gest. 3. November 1021 ebenda, nach islamischem Kalender 325 H–412 H) war ein persischer und islamischer Sufi (Mystiker).

## Kindheit
Sein Vater, al-Husain ibn Muhammad ibn Musa, ein damals bekannter Sufi-Lehrer, führte as-Sulami schon während seiner Kindheit in die islamische Mystik ein. Als der Vater später seine Familie verließ, um nach Mekka überzusiedeln, lebte er bei seinem Großvater mütterlicherseits, Abū ʿAmr Ismāʿīl ibn Nudschaid (gest. 976/7), der als einer der größten Theologen seiner Zeit gilt. Der wohlhabende Großvater war für as-Sulami nicht nur wie ein Vater, sondern er war auch sein Lehrer und Wohltäter. Die Tiefe dieser Beziehung lässt sich daran erkennen, dass er den Namen Sulami annahm, der der Name des Stammes seiner Mutter war, (Sulaym). As-Sulami begleitete seinen Großvater auch zu Lesungen und Diskussionen, die mit anderen großen Männern jener Zeit stattfanden.

## Ausbildung
Seine traditionelle Erziehung begann damit, die Koran-Rezitation zu erlernen, anschließend studierte er Grammatik und Literatur. Er galt später selbst als ein großer Überlieferer der Tradition des Propheten Mohammed und der Koran-Interpretation.

## Reisen
As-Sulami bereiste verschiedene Städte in Chorasan, Turkestan, dem Irak und Arabien. Obwohl er von keinen Besuchen in Syrien oder Ägypten berichtet, scheint er die Länder zwischen Samarkand, Buchara und Balch im Osten und Kairo und Mekka im Westen genauestens zu kennen. Anscheinend reiste er nicht in die Länder westlich von Ägypten oder des Maghreb (Nordafrika und Spanien), weil er nur spärlich von Sufi-Meistern aus diesen Gegenden berichtet.
Während seiner Reisen sammelte er das Wissen und die Weisheit vieler Sufi-Heiliger, die er später in seinen Werken zitiert, speziell in Tabaqat as-Sufiyyah (wörtlich Die Klassen der Sufis). Dort erwähnt er 105 Sufis und ihre Lehren. In Bagdad und Mekka erlangte er den Großteil seines Wissens, indem er dort eine große Anzahl an Sufi-Lehrern systematisch befragte.
In Nischapur gründete as-Sulami einen eigenen Konvent (hânqâh), der noch lange nach seinem Tod bestand. Zu seinen Schülern zählten unter anderem al-Quschairi und Ahmad b. al-Husain al-Baihaqî.

## Werke
Neben dem schon erwähnten Buch Ṭabaqāt aṣ-Ṣūfīya existiert heute noch ein weiteres Manuskript im originalen arabischen Text, nämlich Kitab al-futuwwah (etwa: Das Buch der Ritterlichkeit), aufbewahrt im Hagia-Sophia-Museum in Istanbul.
Daneben verfasste Sulami ein Wörterbuch sufischer Begriffe (daradschât al-muâmalât).
In den haqā‘iq at-tafsīr sammelte er Kommentare bedeutender Sufis zum Koran.
Ein weiteres Werk, die Risālat al-Malmātīya befasst sich mit einer zur damaligen Zeit in Nischapur recht aktiven und umstrittenen Sufi-Bewegung, der Malāmatīya (den „Getadelten“), deren gemäßigtem Zweig auch as-Sulamis Großvater angehörte.